# Parkgatan, Göteborg
Parkgatan är en cirka 1 500 meter lång gata i stadsdelarna Vasastaden, Lorensberg och Heden i centrala Göteborg. Gatan fick sitt namn 1867 i förhållande till Kungsparken, som den begränsar mot söder. Den sträcker sig från Sprängkullsgatan till Ullevigatan, och är numrerad från 1 till 65. Marken längs gatans nuvarande sträckning var i princip helt obebyggd så sent som i slutet på 1700-talet. Fram till Gamla Allén kallades området för Hagaheden, och avsnittet fram till Karl Gustavsgatan kallades specifikt Hasselbladska ängen efter Carl Henrik Hasselblad (1805-1856) som arrenderade ängen.
På sin väg möter Parkgatan följande gator: Viktoriagatan, Karl Gustavsgatan, Erik Dahlbergsgatan, Raoul Wallenbergs gata/Vasaplatsen, Chalmersgatan, Teatergatan, Kungsportsavenyn, Södra Vägen, Gamla Allén, Sten Sturegatan och Smålandsgatan.
Första gången som Parkgatan förekommer i Göteborgs Adress- och Industrikalender är 1875; Parkgatan, ofvanför Nya Allén å s.k. Hasselbladska Ängen mellan Öfra Magasins- och Haga Kyrkogatorna. Vidare utveckling av sträckningen har varit: å södra sidan utmed Nya Allén; utlagd emellan Sprängkullsgatan och Landalagatan (1879); å södra sidan utmed Nya Allén, utlagd mellan Sprängkullsgatan och Carl Gustafsgatan (1883); å södra sidan utmed Nya Allén (1885); från Sprängkullsgatan till Stureplatsen (1892) samt fram till motsvarande dagens från Sprängkullsgatan till Fattighusån (1898).
Göteborgs stadsfullmäktige föreslog den 5 maj 1880, att Parkgatan skulle byta namn till Linnégatan. Men istället fick sträckningen Järntorget—Linnéplatsen det namnet 1882.
År 1910 anges gatan vara 1 445 meter lång, ha en medelbredd av 12,1 meter och en yta av 17 568 kvadratmeter. Gångbanorna var täckta med grus till 4 912 kvadratmeter och 1 972 kvadratmeter var "Tuktad sten, asfalt, beton, klinkert m.m." Körbanorna utgjordes av makadam med 4 776 kvadratmeter och 5 908 kvadratmeter av "Tuktad sten, kullersten, smågatsten, asfalt m.m."

## Byggnader vid Parkgatan

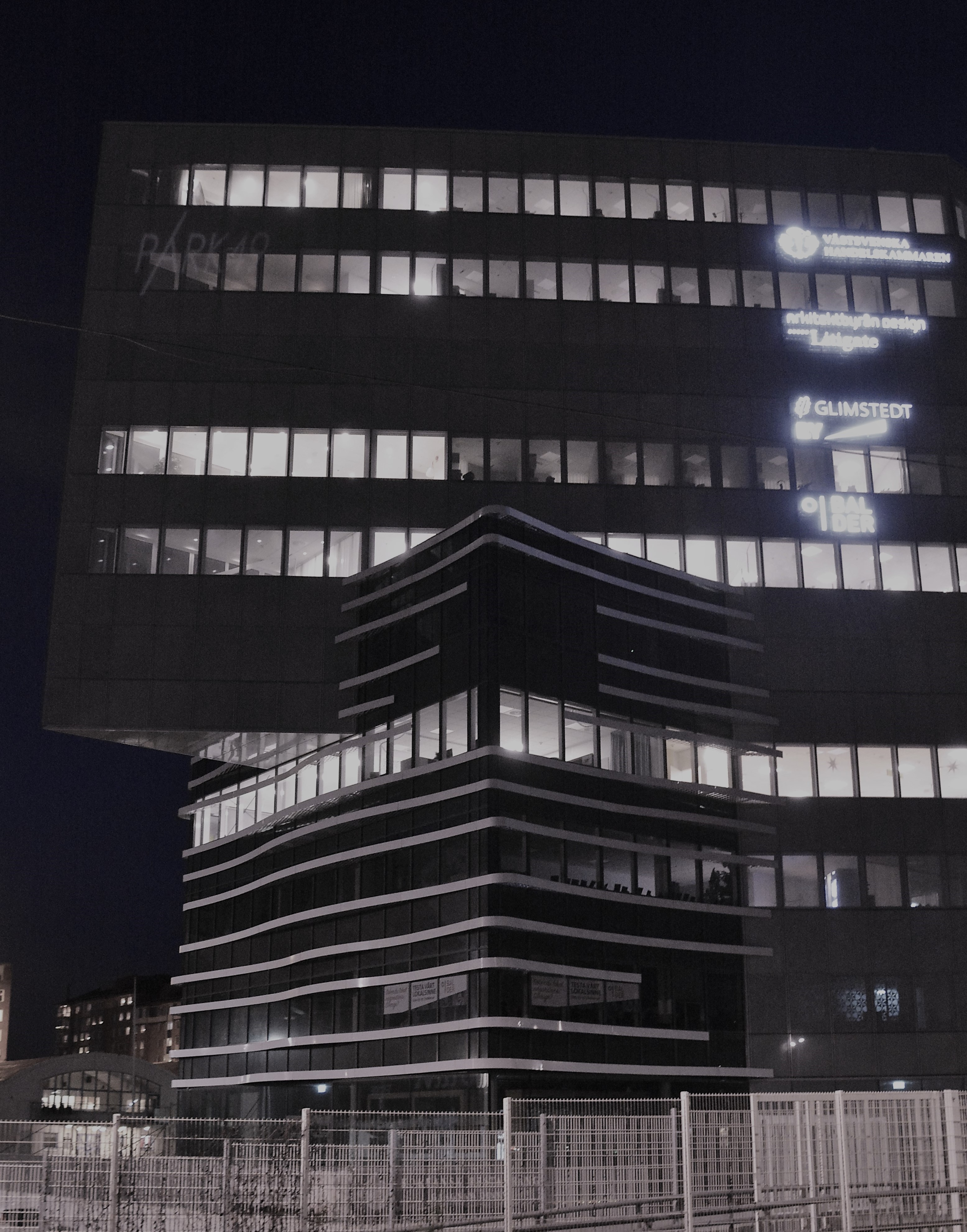
Park 49, Parkgatan 49

Det stadsplaneförslag som låg till grund för Parkgatans framdragande, antogs av Göteborgs stadsfullmäktige den 19 maj 1864 och stadfästes av Kungl. Maj:t den 23 november 1866. Principerna i förslaget innebar bland annat att kvarteren närmast nuvarande Parkgatan skulle bestå av ett eller två hus, som skulle se ut som enskilda byggnader, "hvarigenom god effekt i arkitektoniskt hänseende kan åstadkommas och hvilket byggnadssätt man numera ofta ser användas utrikes". Området var tänkt att bli ett exklusivt bostadsområde för de mer välbärgade stadsborna. I den 18:e paragrafen stadgades att: "parkqvarteren vid Nya Alléen skulle göras mindre än de bakom liggande tomtqvarteren och, med afseende å lokalen, komma att bestå hvartdera endast af ett, två eller tre hus, hvilka jemväl i de bägge senare fallen skulle så uppföras, att de företedde utseende af en enda större byggnad. I stadsplanen fanns 16 stycken "Parkqvarter" inritade längs gatans tänkta sträckning, från i linje med Haga Kyrkogata och ända fram till nuvarande Ullevigatan.
- Parkgatan 1 i kvarteret Alen — Arkitekt Ragnar Ossian Swensson. Uppfört 1940 som församlings- och bostadshus för Smyrna.
- Parkgatan 2 i kvarteret 16 Diamanten — Dicksonska palatset. Uppfört 1862.
- Parkgatan 3 i kvarteret 3 Alen — Uppfört 1879.
- Parkgatan 4 i kvarteret 16 Diamanten — S:t Jakobs kyrka.[19]
- Parkgatan 5-7 i kvarteret 2 Almen — Uppfört 1875. Arkitekt var Bror Viktor Adler.
- Parkgatan 6 i kvarteret 16 Diamanten — Bostadshus i fyra våningar med gulbeige, putsad fasad.
- Parkgatan 8 i kvarteret 16 Diamanten — Bostadshus i rött tegel, uppfört i tre våningar.
- Parkgatan 10 i kvarteret 16 Diamanten — Hotel Allén med 50 rum.[20]
- Parkgatan 12 i kvarteret 16 Diamanten — Bostadshus i fyra våningar, uppfört i rött tegel.
- Parkgatan 9-11 i kvarteret 3 Asken — KFUM:s hus i jugendstil, ritat av Hans Hedlund och invigt den 1 oktober 1898[21] av kronprins Gustaf. I två steg hade en tävling avgjorts, där fasader av Harald Boklund i Malmö och planer av Johan Laurentz i Stockholm hade antagits. Tävlingens byggnadsprogram utarbetades dock av Hedlund.[22]
- Parkgatan 13 i kvarteret 4 Avenboken — Ritningar av Hjalmar Cornilsen. Uppfört 1897.
- Parkgatan 14 i kvarteret 16 Diamanten — Katolska kyrkan även Kristus-Konungens Kyrka. Invigd den 2 oktober 1938 efter ritningar av Carl Rosell.[23]
- Parkgatan 15 i kvarteret 4 Avenboken — Uppfört 1897. Ritningar av Hjalmar Cornilsen.
- Parkgatan 17 i kvarteret 40 Rydboholm — Ritningar av Carl Crispin. Uppfört 1896.
- Parkgatan 19 i kvarteret 40 Rydboholm — Uppfört 1897. Ritningar av Carl Crispin.
- Parkgatan 21-23 i kvarteret 41 Ulvåsa — Ritningar av Hjalmar Cornilsen. Uppfört 1897.
- Parkgatan 22-24 i kvarteret 42 Fågelvik — Uppfört 1885 efter ritningar av Adrian Crispin Peterson.
- Parkgatan 25-27 i kvarteret 42 Fågelvik — Wernerska villan. Ritningar av Adrian C. Peterson. Uppfört 1885.
- Parkgatan 29 i kvarteret 43 Borganäs — Uppfört 1882 efter ritningar av Abraham Pehrsson.
- Parkgatan 31 i kvarteret 44 Visborg — Uppfört 1877, med adress Kungsportsavenyn 2. Fastighetsbolaget Wallenstam har här sitt huvudkontor.[24]
- Parkgatan 33 i kvarteret 44 Visborg — Uppfört 1910 efter ritningar av L. Johansson.
- Parkgatan 35 — Exercishuset. Ritat av Frans Jacob Heilborn och invigt 1867.
- Parkgatan 41-43 — Idrottsgården. Uppfördes 1923 som mönstergård inför Jubileumsutställningen i Göteborg och Jordbruksutställningen där.
- Parkgatan 49 Park 49 – Park 49 har en tio våningar hög byggnad flankerad av två fem våningar höga flyglar. Ritningar av Arkitektbyrån Design. Byggnaden är huvudkontor för Västsvenska handelskammaren och uppförd 2016.
- Parkgatan 53-57 — Gamla Ullevi. Invigt 2009.

## Fastighetsbeteckningar
Parkgatan är numrerad 1-65, med fastighetsbeteckningarna:

- (1) Vasastaden 1:4
- (2A) Lorensberg 706:10
- (2B) Heden 16:12
- (2) Heden 16:12
- (3) Vasastaden 1:2
- (4) Heden 16:2
- (5) Vasastaden 2:1
- (6) Heden 16:3
- (7) Vasastaden 2:3
- (8A) Heden 16:4
- (8B) Heden 16:4
- (8) Heden 16:4
- (9) Vasastaden 3:1
- (10) Heden 16:5
- (11) Vasastaden 3:1
- (12A) Heden 16:6
- (12B) Heden 16:6
- (13) Vasastaden 4:1
- (14) Heden 16:10
- (15) Vasastaden 4:2
- (16) Heden 16:10
- (17) Lorensberg 40:1
- (19) Lorensberg 40:2
- (21) Lorensberg 41:4
- (23) Lorensberg 41:3
- (25) Lorensberg 42:1
- (29) Lorensberg 43:1
- (31) Lorensberg 44:2
- (33) Heden 705:1
- (35) Heden 705:1
- (39) Heden 705:1
- (41) Heden 705:1
- (43) Heden 705:1
- (51) Heden 705:13
- (53A) Heden 47:1
- (53B) Heden 47:1
- (55) Heden 47:1
- (57) Heden 47:1
- (65) Heden 47:1